# Симптом Левіна
Симпто́м Ле́віна — характерне притискання кулака до груднини через біль, що виникає під час приступу стенокардії.
Симптом названо на честь відомого американського кардіолога Самюеля Альберта Левіна.